# デンポSC
デンポSC（英: Dempo SC）は、インドの西部、ゴア州の都市パナジをホームタウンとするサッカークラブチーム。2007年に発足したIリーグで3回優勝しており、インド国内でも屈指の強豪クラブである。フェデレーションカップでは2004年に優勝、準優勝が3回ある。AFCチャンピオンズリーグ2009、およびAFCチャンピオンズリーグ2011のプレーオフに出場したが、いずれも敗退している。

## タイトル

### 国内タイトル
- Iリーグ

優勝3回 : 2007-2008, 2009-2010, 2011-2012
- インド・ナショナルフットボールリーグ

優勝2回 : 2005, 2007
- フェデレーションカップ

優勝1回 : 2004
準優勝3回
- デュランド・カップ

優勝1回 : 2006

### 国際タイトル
- AFCチャンピオンズリーグ

最高位 プレーオフ敗退 : 2009, 2011

## 歴代所属選手
- 末岡龍二 2012-2013
- 本田慎之介 2013
- 小林大輝 2013-2015